# Бобринский, Алексей Александрович
Граф Алексе́й Алекса́ндрович Бо́бринский (19 (31) мая 1852 — 2 сентября 1927, Грас, Франция) — русский археолог, политический и государственный деятель. Обер-гофмейстер Двора Его Императорского Величества (14.11.1916). Праправнук императрицы Екатерины II и её фаворита Г. Г. Орлова.

## Семья
Православный. Из графского рода Бобринских. Праправнук Екатерины II и Г. Г. Орлова, сын генеалога Александра Алексеевича Бобринского. Крещён 7 июня 1852 года в церкви Спаса Нерукотворного образа при Зимнем дворце, крестник Николая I и бабушки графини С. А. Бобринской.
Имел 52 002 десятин земли родовых имений (нераздельно с братьями) в Киевской, Курской, Орловской, Симбирской, Таврической, Тульской губерниях; 4300 десятин родового матери в Петербургской губернии. Владел домами в Петербурге, Москве, Харькове, 5 сахарными заводами (в нераздельном капитале с братьями), двумя винокуренными заводами, двумя мельницами. Являлся председателем АО «Лысьвенский горный округ наследников графа П. П. Шувалова».

## Даты из жизни
- 1870—1872 — учился на юридическом факультете Петербургского университета.
- 1872 — начал государственную службу в канцелярии Комитета министров.
- 1875 — петербургский уездный предводитель дворянства.
- 1876 — исполняющий обязанности губернского предводителя дворянства.
- 1878 — губернский предводитель дворянства (по 1898 г.),
- 1883 — камергер
- 1890 — гофмейстер.
- 1896 — сенатор.
- 1907—1908 — председатель Санкт-Петербургской городской думы
- 1914 — председатель Совета Русско-английского банка (по 1917).
- 1916 — заместитель министра внутренних дел (с 25 марта по 21 июля), министр земледелия (с 21 июля по 14 ноября 1916). Обер-гофмейстер.

## Политическая деятельность
Был председателем Петербургской городской думы.
- 1905 — член Совета Отечественного союза
- 1906 — с мая председатель Постоянного Совета объединённого дворянства (по 1912).

Член Русского собрания и почётный член Киевского клуба русских националистов.
- 1908 — с ноября член Совета Русского собрания (до осени 1910)[4].
- 1915 — член Совета совещания монархистов 21—23 ноября в Петрограде.

Входил в «Бюро для взаимной осведомлённости и совместных действий правых деятелей», под председательством А. А. Ширинского-Шихматова.
Состав «Бюро»:
- члены Думы
  - А. С. Вязигин
  - Г. Г. Замысловский
  - А. А. Бобринский
- члены Государственного совета
  - А. С. Стишинский
  - князь А. Н. Лобанов-Ростовский
  - М. Я. Говорухо-Отрок

Проводил у себя политические рауты, пытаясь сблизить крайних правых с октябристами и националистами.
После Октябрьской революции входил в монархический «Совет государственного объединения России»

### В Государственной думе
Баллотировался в I Государственную Думу в качестве независимого кандидата, но неудачно.
Перед выборами во II Государственную Думу примкнул к партии правых, от которых выставлялся в Санкт-Петербурге (без успеха).
В депутаты прошёл в качестве правого в III Государственную Думу по Киевской губернии.
В Думе принадлежал к фракции правых, часто выступал по вопросам истории и археологии. Также выступал по бюджетным и общеполитическим вопросам, являлся сторонником П. А. Столыпина, иногда вставал на позиции крайнего консерватизма. Был заместителем председателя фракции правых.
Вёл дневник, частично опубликованный.

### В Государственном совете
- 1912 — член Государственного совета, в связи с чем сложил с себя обязанности члена Думы и председателя Постоянного совета. Член Особого присутствия при Государственном совете для предварительного рассмотрения жалоб на определения Сената.
- 1915 — председатель правой группы Государственного совета.
- 1917 — в начале года вновь назначен к присутствию в Государственном совете.

## Научная деятельность
- 1886—1917 — председатель Императорской археологической комиссии, член различных зарубежных археологических обществ, член Комитета для изучения Средней и Восточной Азии,
- 1889 — вице-президент Академии художеств.
- 1894 — председатель Вольного экономического общества

Проводил археологические раскопки, в основном близ Керчи и в Киевской губернии, результаты которых были опубликованы в его труде «Курганы и случайные находки близ м. Смелы» (I — 1886, II — 1894, III — 1901), частью в повременных изданиях («Отчёт Имп. Арх. Комм.» с 1882 по 1907 г. и «Изв. Имп. Арх. Комм.» вып. 14, 16 − 18, 35, 37 и 40). Участвуя в раскопках кургана Солоха, его сын Алексей нашёл золотой скифский гребень (хранится в Эрмитаже). Собрал коллекцию старинной бронзы исторической значимости. Передал часть своих коллекций Московскому обществу естествознания и Киевскому музею древностей.
Бобринский также напечатал ряд работ о доисторической, классической и русской археологии:
- «Херсонес Таврический» (1905),
- «Notes d’archeologie russe» («Rev. arch.» 1904);
- «Newly discovered guardi» («Burl. Mag.» XIX, 1991);
- «Киевская миниатюра XI в. и т. д.» («Записки Археологического Общества», 1902) и др.
- 1911 — в связи с 25-летием деятельности Бобринского в качестве председателя археологической комиссии был опубликован «Сборник археологических статей, поднесённый графу А. А. Бобринскому» (1911).
- Дворянские роды, внесенные в Общий Гербовник Всероссийской Империи: в 2-х т. – СПб,  тип. М. М. Стасюлевича, 1890 г. Часть 1 и 2.
- Родословная графов Бобринских. 2-е изд. Смела. 1885. 3-е изд. Смела. 1901.

Член совета Императорского человеколюбивого общества.
Член Сельскохозяйственного совета министерства земледелия, председатель Кустарного комитета.

## Общественная деятельность
Управлял петербургскими сиротскими домами Ведомства учреждений императрицы Марии.

## Браки и дети
Алексей Александрович был женат дважды:
- 1-я жена (с 23 февраля 1883 года)[5] — Надежда Александровна Половцова (1865—1920), дочь промышленника и мецената Александра Александровича Половцова, наследница значительной доли капиталов барона Штиглица. С 15 марта 1906 года в разводе. В браке родились четыре дочери и один сын:
  - Екатерина (1883—1954), фрейлина двора (01.01.1903), с 30 апреля 1908 года замужем за Ильёй Михайловичем Миклашевским (1877—1961).
  - Надежда (1884—1896), умерла от аппендицита.
  - Домна (1886, Санкт-Петербург — 1956, Париж), фрейлина двора (02.02.1908), с 1908 года замужем за графом Дмитрием Александровичем Шереметевым (1885—1963).
  - София (1887—1949), фрейлина двора (01.01.1907), с 1907 года замужем за князем Петром Александровичем Долгоруковым (1883—1925). После развода  вышла замуж 12 ноября 1918 года в Петрограде за князя Петра Петровича Волконского (1872—1957).
  - Алексей (3 октября 1893, Санкт-Петербург — 6 февраля 1971, Лондон), женат трижды.
- 2-я жена (с 1920 год (Константинополь, Османская империя) — Раиса Петровна Новикова (1894—1970). В браке родился один сын:
  - Николай (8 февраля 1921, Ницца — 12 сентября 2006, Нью-Йорк), художник, женат дважды. Вторым браком женат на Татьяне Николаевне Тимашевой, дочери социолога и правоведа Н. С. Тимашева (1886–1970). В этом браке родились сын и дочь.

## После революции
- 1918 — переехал в Киев.
- 1919 — в эмиграции.

Скончался 2 сентября 1927 года в городе Грас. Похоронен на русском кладбище Кокад в Ницце.

## Воспоминания современников
- П. П. Менделеев о Бобринском:

Ближе узнал уже как товарища министра внутренних дел и министра земледелия. Тут оказался он совсем не на месте. Легковесность всех его выступлений, поверхностное, недостаточно серьёзное отношение к обсуждавшимся важным, животрепещущим вопросам — меня прямо поражали.

## Награды
- Орден Святого Владимира 4-й степени (22.09.1885)
- Орден Святого Владимира 3-й степени (30.08.1886)
- Орден Святого Станислава 1-й степени (30.08.1888)
- Орден Святой Анны 1-й степени (28.03.1893)
- Орден Святого Владимира 2-й степени (14.05.1896)
- Орден Белого орла (01.04.1901)
- Орден Святого Александра Невского (17.04.1905)
- Бриллиантовые знаки к ордену Святого Александра Невского (01.02.1911)
- Высочайшая благодарность (1913)
- Медаль «В память коронации императора Александра III» (1883)
- Медаль «В память царствования императора Александра III» (1896)
- Медаль «В память коронации императора Николая II» (1896)
- Медаль «В память 300-летия царствования дома Романовых» (1913)

Иностранные:
- черногорский орден князя Даниила I 2-й степени (1883)
- французский орден Почётного легиона, командорский крест (1894)